# Várszegi Asztrik
Várszegi Imre Asztrik (Sopron, 1946. január 26. –) bencés szerzetes, püspök, pannonhalmi főapát (1991–2018).

## Pályafutása
Szülei egyedüli gyermekeként született. Édesanyja a soproni polgári családból származó Horváth Rozália, édesapja pedig a szlovák–sváb nagyesztergári altiszti családból származó Várszegi (1935-ös névmagyarosítása előtt: Vobrák) Ferenc.
A középiskolát a soproni Állami Berzsenyi Dániel Gimnáziumban végezte. Érettségi vizsga után 1964-ben belépett Pannonhalmán a Szent Benedek Rendbe. Itt vette fel az Asztrik szerzetesi nevet, és itt tanult teológiát a Főapátság Szent Gellért Hittudományi Főiskoláján. Közben, 1968-tól kétéves sorkatonai szolgálatát Baján, Budapesten és Sormáson teljesítette. Leszerelése után egy évvel fejezte be teológiai tanulmányait. Pannonhalmán szentelték 1970. február 8-án diakónussá, 1971. augusztus 29-én pedig pappá.
1971 és 1976 között Budapesten az ELTE BTK történelem–német szakán tanult, majd egyetemi tanulmányai befejeztével középiskolai tanári diplomát szerzett. Utolsó éves egyetemistaként 1975/76-ban gyakorló tanárként működött a győri Czuczor Gergely Bencés Gimnáziumban.
1976-tól a rend pannonhalmi gimnáziumában tanított egészen 1988-ig. Ezzel egyidejűleg rendi főiskolán is oktatott (tantárgyai: Szent Benedek Regulájának magyarázata, Bencés rendtörténet, a Pannonhalmi Szent Benedek Rend Statútumai). 1978 és 1986 között a novíciusok magisztere és rendi fiatalok tanulmányi felelőse (prefektusa) volt, majd 1985-től a pannonhalmi főmonostor perjele. 1985-ben történelemből doktori címet szerzett az ELTE-n, majd ugyanitt 1997-ben megszerezte a PhD fokozatot is. Disszertációjának címe: Kelemen Krizosztom pannonhalmi főapát (1929–1950).
II. János Pál pápa 1988. december 23-án culusi címzetes püspökké és esztergomi segédpüspökké nevezte ki. 1989. február 11-én szentelték püspökké Esztergomban Dékány Vilmossal, Mayer Mihállyal, Takács Nándorral és Ács Istvánnal együtt. Püspöki jelmondata: Fortitudo mea Deus – azaz: Erősségem az Isten.
1989 márciusától 1990 júliusáig a Budapesti Központi Papnevelő Intézet rektora, valamint az Esztergomi főegyházmegye püspöki helynöke volt. A Központi Szeminárium rektoraként elindította a szeminárium átfogó renoválását. 1990 júniusától 1993 márciusáig a Magyar Katolikus Püspöki Konferencia titkárának tisztét töltötte be.
1991. január 5-én pannonhalmi főapáttá választották, székét 1991. augusztus 6-án foglalta el. E tisztségében a bencés közösség 2000-ben és 2009-ben megerősítette. 2017. november 17-én bejelentette, hogy harmadik főapáti ciklusa után visszavonul. Utódja a 2018. február 16-i választás eredményeként Hortobágyi T. Cirill lett, akinek 2018. március 21-én adta át tisztségét.

## Egyéb tisztségei
- a METEM (Magyar Egyháztörténeti Enciklopédia Munkaközösség)[6] alapító tagja és társszerkesztője (1988)
- Historia Ecclesiastica Hungarica Alapítvány[7] kuratóriumának elnöke (1995–)
- a Máltai Lovagrend káplánja (1990–)
- a Magyarországi Keresztény-Zsidó Tanács elnöke (1999–2010)
- a Bajor Bencés Akadémia Történeti Szekciójának rendkívüli tagja (1998–)
- a Sapientia Szerzetesi Hittudományi Főiskola pannonhalmi Szent Gellért Szakkollégiumának rendtörténet tanára (2001–)
- Notker Wolf prímásapát delegátusa a Szláv Bencés Kongregációban (2001–2009)[8]
- a Férfi Szerzetes-elöljárók Konferenciájának elnöke (2006–2012)
- a Magyar Katolikus Püspöki Konferencia médiaügyekkel megbízott püspöke (1991–2000)
- a MKPK Kultúra és Tudomány Bizottságának (korábban Egyháztörténeti Bizottság) elnöke (2007–)
- a MKPK Megszentelt Élet Bizottságának elnöke (2006–)
- a MKPK Oktatásügyi Bizottságának tagja
- Bolyai Műhely Alapítvány[9] Programbizottságának elnöke (2001–2006)
- a Lénárd Ödön Közhasznú Alapítvány[10] Kuratóriumának elnöke (2006–2010)

## Elismerései
- A Leuveni Katolikus Egyetem díszdoktora (1989)
- Jedlik Ányos-díj (1997)
- Pro Renovanda Cultura Hungariae Alapítvány fődíja (2005)[11]
- Prima díj (2007)
- Pro Renovanda Cultura Hungariae Alapítvány fődíja (2007)
- Pannonhalma díszpolgára (2011)[12]
- Az Osztrák Köztársaság Nagy Arany Érdemrendje – Großes Goldenes Ehrenzeichen der Republik (2012)[13][14]
- A Soproni Egyetem Címzetes egyetemi tanár kitüntetése (2012) [15]
- Győr-Moson-Sopron Megyéért Kék Szalag kitüntetés (2013)[16]
- Pécsvárad díszpolgára (2018)[17]
- Celldömölk díszpolgára (2019)[18]
- KurtSchubert-emlékdíj (2022)[19]

## Művei
- Biblia és imádság, In: Teológia, 13 évf. 1979. 243–247.
- Imádkozzál és dolgozzál, Gondolatok a bencés életstílusról. In: Népek nagy nevelője... Szent Benedek születésének 1500. jubileumi évében, Budapest, 1981, Szent István Társulat, 272–288.
- „Eleven kövek módjára…” (1 Pt 2,5), In: Teológia, 16. évf. 1982. 42–45.
- Pázmány Péter und die ungarischen Benediktiner, In: Studien und Mitteilungen aus der Geschichte des Benediktinerordens, 99 (1988) 183–188.
- Kelemen Krizosztom főapát, a bencés rend megújulásának munkása, In: Katolikus Egyháztörténeti Konferencia : Keszthely, 1987, Bp. : TIT, [1989], 112–124.
- A szerzetesek szolgálata, In: Teológia, 1990/1. 2–6.
- Die Abteiliste von Pannonhalma 996–1973, In: Studien und Mitteilungen zur Geschichte des Benediktinerordens, 1990, Heft III./IV., EOS Verlag Erzabtei St. Ottilien
- Kelemen Krizosztom (1929–1950), Magyar Egyháztörténeti Enciklopédia Munkaközössége, Bp., 1990, Pannonhalmi főapátok (sorozat) 1
- Pázmány Péter és a magyar bencések, In: Az Úr szolgálatának iskolája: A gimnázium tanárainak tanulmányaiból, 1939–1989, Pannonhalma: Pannonhalmi Bencés Gimn., 1990 [!1991], 54–57.
- Lukács László beszélgetése Várszegi Asztrik püspökkel, In: Vigilia, 56. évf. (1991/1), 60–65.
- Premontrei diákokból lett kiváló bencések, in: A Vajda János Gimnázium Évkönyve 1991–1992., Keszthely, 87–89.
- „Hogy ismét hegyi patak lehessen a keresztény eszme és ne állóvíz”, In: Igen. 4. 1992. 22. 5–7.
- A párbeszéd egyháza, In: Teológia, 1993/4. 199–202.
- A mester és a tanítvány, In: Pannonhalmi Szemle; 1993 (I) 3/117–121.
- Keresztény szabadság, In: Vigilia, 59. évf. (1994/6), 418–420.
- Kirekesztés és befogadás, Az egyház felelőssége és lehetőségei, In: Európai Szemmel, 1994/2. 9-13.
- Magyar egyház a fordulat után, In: Egyházfórum. 10. 1995. 3. 91–94.
- Die Kirche in Ungarn nach der Wende, In: Concilium, 1995/1
- Klebelsberg Kunó és az egyház, In: Gróf Klebelsberg Kunó emlékezete, Szeged, 1995. 7–12.
- Ora et labora: Jedlik Ányos halálának 100. évfordulójára, In: Fizikai szemle, 1995. (45. évf.) 12. sz. 401. old.
- Pannonhalma millenniuma – a találkozások éve, In: Pannonhalmi Szemle; 1996 (IV) 4/3–6.
- Hegyre épült város, In: Pannonhalmi Szemle; 1996 (IV) 1/136–139.
- Pannonhalma öröksége, História folyóirat, 1996. (18. évf.) 7. sz. 34. old.
- Pannonhalma millenniuma, In: Diakonia, 1996/ 6.
- Die Geschichte der ungarischen Benediktinerkongregation von 1918 bis 1996, In: Erbe und Auftrag, 1996/1.
- Pannonhalma – "a hegyre épült város", In: Műemlékvédelem, 1996. (40. évf.) 2. sz. 89–92. old.
- Magyar egyháztörténeti bibliográfia, 1980–1990; szerk. Várszegi Asztrik, Zombori István; METEM–Sigillum Bt., Bp., 1997 (METEM-könyvek)
- Ecclesia semper Reformanda: a II. Ökumenikus Találkozó elé – Graz, (Békés Gelléttel együtt) 1997. június 23–29., In: Európai szemmel, 1997. 2. sz. 25–31. old.
- Ein Portrait aus christlicher Sicht. Otto von Habsburg, ein Souveräner Europäer, In: Festschrift zum 85. Geburtstag 129–134. pp., 1997 by Amalthea
- Bencések ezer éve a magyarság oktató-nevelői szolgálatában. Magyar Történészhallgatók Egyesületének tartott előadás. In: Egyház és kultúra, Budapest, 1997
- Hitvilág és információs társadalom, In: Magyar tudomány, 1998. (43. (105.) évf.) 2. sz. 254–257. old.
- Magyar megfontolások a Soáról – In: Európai utas, 1998. (9. évf.) 4. sz. 61–62. old.
- Gábriel Asztrik professzor köszöntése. – Professor Astrik Gabriel, In: Magyar Egyháztörténeti Vázlatok, 10 (1998) 1–2. sz. 277–280. old.
- Az egyházak és az emberi jogok, In: Acta humana : emberi jogi közlemények, 1999 ([10. évf.]) 34. no. 24–28. old.
- Gondolatok a büntetésről, In: Büntetőjogi tanulmányok, 1999. ([1. évf.]) [1. köt.] 15–22. old.
- A megoszthatatlan Európa – az egyház mint az egyetemesség és nemzeti jelleg együttes érvényesítésére szolgáló példa, In: Kisebbségkutatás, 1999. (8. évf.) 1. sz. 25–30. old.
- A szerzetesség szerepe az egyházak egységének munkálásában, In: Pannonhalmi Szemle; 2000 (VIII) 3/60–61.
- Pannonhalma a magyar kultúrában, In: Korunk, 2000. (3. évf.) 12. sz. 19–24. old.
- Beköszöntő, In: Egyház és kommunikáció, M. Pax Romana Fórum, cop. 2000, 12–14.
- P. Dr. Galambos Ferenc Ireneusz OSB 80 éves, In: Néprajzi látóhatár, 2000. (9. évf.) 3–4. sz. 5–8. old.
- Jézus Krisztus egyháza a bencés Regulában; In: Pannonhalmi Szemle, 2001 (IX) 1/131–139.
- "Műemlékeink" személyes megközelítése (Sopron és Pannonhalma), In:Műemlékvédelem, 2001. (45. évf.) 2. sz. 77–78. old.
- Rados Tamás arcai, In: Műhely, 2002. (25. évf.) 6. sz. 76–77. old.
- Az ember bűne, In: Belügyi szemle (1995–2006), 2003 (51. évf.) 2–3. sz. 78–83. old.
- Węgierscy Benedyktyni w służbie kultury, In: Węgry – Polska : 1000 lat chrześcijaństwa / pod red. Jana Zimnego. – Sandomierz : Wyd. Diecezjalne, 2003, p. 62–74.
- Benediktinerschulen in Ungarn, Ung. Benediktiner im Dienst des Unterrichts und der Erziehung seit 200 Jahren (1802–2002) In: Erbe und Auftrag, 79. Jahrgang August 2003/4 Nr.
- Egy magyar kolostor Európában és az Európai Unióban, In: Európai tükör, 200  (9. évf.) 9. sz. 46–52. old.
- „Bárki vagy, aki a mennyei hazába igyekszel…” : másfél évezredes életforma Pannonhalma monostorában, In: Pannonhalmi szemle, 2004. 3. sz. 149–163. old.
- „Virrasszatok…”. Tisztelettel és hálával a 70 éves Vigiliának, In: Vigilia. – 70 (2005) 2., 187–189.
- Senki sincs kizárva; Pannonhalmi Főapátság, Pannonhalma, 2006
- Bevezető, In: Rubicon, 2006. (17. évf.) 4. sz. 31–32. old.
- "Mit jelent számomra a zene?". A zene ajándéka, In: Vigilia. – 71. (2006) 12., p. 954-955.
- Közösségben. Apáti tanítások; Bencés, Pannonhalma, 2007 (Bencés lelkiségi sorozat)
- Bicikli, az én biciklim, In: Műhely, 2007 (30. évf.) 5–6. sz. 69–70. old.
- Matthias-Graduale, In: Bulletin, 2007. 6. évf. 5. old.
- A Mátyás Graduálé méltatása, In: Könyv, könyvtár, könyvtáros, 2007 (16. évf.) 12. sz. 41–43. old.
- Mátyás-Graduale, In: Mercurius, 2007, 5. old.
- Legányi Norbert főapát és az oblátusság, In: Obláció, 2007/1  Archiválva 2011. június 25-i dátummal a Wayback Machine-ben
- „Íme, így mutatja meg jóságosan az Úr az élet útját” (A bencés Regula látomása az életről), In: Pannonhalmi Szemle; 2007 (XV)1/121–127.
- Kiengesztelődésünk és megbékélésünk útja, In: Vigilia. – 72. (2007) 10., p. 722-727.
- A bencés iskolák államosítása, In: Az egyházi iskolák államosítása Magyarországon, 1948 : a Lénárd Ödön Közhasznú Alapítvány évkönyve, 2008, Budapest, Új Ember, cop. 2008, p. 211-222.
- Nyitógondolatok a szerzetességről, In: A szerzetesség jelene és jövője. – Budapest : Vigilia, 2008, 9–11.
- Fésületlen gondolatok a bizalomról, amely nélkül nehéz az életünk / Várszegi Asztrik In: Vigilia – 73 (2008) 12., 931–932.
- A regula ösvényén: Béketűréssel, In: Pannonhalmi Szemle, 2009 (XVII) 1/111–117. old.
- Kedves Barátom! In: Vigilia – 74 (2009) 12., 940–942.
- Gondolatok a „jó öregséghez”. Várszegi Asztrik és Kásler Miklós előadása; előszó Iván László; Gondolat, Bp., 2010 (Vinnivaló)
- Kereszténység és kultúra, In: Vigilia – 75 (2010) 3., 198–201.
- A 20. század magyar történelme Szent Márton hegyéről szemlélve: impulzusok, provokációk történelemtanárok számára / Várszegi Asztrik In: Egyezzünk ki a múlttal! : műhelybeszélgetések történelmi mítoszainkról, tévhiteinkről, Történelemtanárok Egylete. – Budapest : TTE, 2010, 133–136.
- Idegen voltam..., In: Vigilia – 75 (2010) 12., 947–949.
- Milyen életmódot ajánl a keresztényeknek a bencés regula?, In: Lelkipásztor (Magyarbóly). – 86. (2011) 3., Figyelő, Előadások, 92–95.
- Egy jámbor keresztény kalandja, In: Megértő történelem : tanulmányok a hatvanéves Gyarmati György tiszteletére,– Budapest : L'Harmattan, 2011, 153–157.
- Mivel járulhat hozzá az ábrahámi vallások párbeszéde az európai államok és társadalmak együttműködéséhez? In: A vallásközi párbeszéd a vallások szemszögéből. [Budapest]: L'Harmattan ; Pannonhalma: BGÖI, 2011, 15–21.
- „Jöjjetek, fiaim, hallgassatok reám, az Úr félelmére tanítlak titeket!” (Zsolt 33,12) In: Pannonhalmi szemle, 2011 (19. évf.) 1. sz. 122. old. Archiválva 2016. augusztus 28-i dátummal a Wayback Machine-ben
- „Küldjön hozzá szenpektákat, vagyis idősebb, bölcs testvéreket” RB 27, 5–6. In: Pannonhalmi szemle, 2011 (19. évf.) 4. sz. 129–136. old. Archiválva 2016. augusztus 28-i dátummal a Wayback Machine-ben
- Legányi Norbert pannonhalmi főapát, 1906–1987. In: Örökség és küldetés : bencések Magyarországon. – Budapest : Metem, 2012. – 1., 553–560.
- Média, közösség, szolgálat. Ösvénykeresés az infódzsungelben Borókai Gáborral, Süveges Gergővel, Révész T. Mihállyal, Várszegi Asztrikkkal Gégény István beszélget; Gégény István, Győr, 2012
- A vendégség megtapasztalása. In: Liget : irodalmi és ökológiai folyóirat, 2012. (25. évf.) 12. sz. 5–6. old.
- A Férfi Szerzeteselöljárók Konferenciájának tevékenysége 2006–2012 között. In: Initio non erat nisi gratia : ünnepi kötet dr. Erdő Péter tiszteletére 60. születésnapja alkalmából – Budapest : Szt. István Társulat, 2012, 55–65.
- Nursiai Szent Benedek fiai. In: Vallástudományi szemle, 2013. (9. évf.) 1. sz. 95–103. old.
- Ferenc pápa. In: Egyházfórum, 2013. (28. évf.) 4. sz.
- A szegénységről. In: Vigilia – 78 (2013) 12., 935–937.
- Világkommunizmus és kereszténység. In: Remény a reménytelenségben: főpásztorok a kelet-közép-európai : METEM ; [Szeged] : Historia Ecclesiastica Hungarica Alapítvány, 2014, 25.
- Sulyok Ákos Elemér OSB, 1941–2015. In: Pannonhalmi szemle – 23 (2015) 2., arc/más, 3–4.